# بندر لنگه
بندر لِنگه یکی از شهرهای غرب استان هرمزگان در کرانهٔ ساحلی خلیج فارس، مرکز شهرستان بندرلنگه و یکی از بندرهای مهم در جنوب ایران است.
اتصال از سه جهت به شبکه جاده‌ای کشور، موقعیت مناسب قرارگیری بندر به لحاظ جغرافیایی، نزدیکی به تنگه هرمز و آب‌های بین‌المللی، باعث شده تا این شهر به‌عنوان بندری بازرگانی در عرصه ملی و بین‌المللی مطرح باشد و به عنوان یکی از کانون‌های ثقل بازرگانی دریایی در ساحل شمالی خلیج فارس قلمداد شود.
بندرلنگه به‌واسطه اینکه تا حدود هفتاد سال پیش مرکز عمده صید مروارید جهان بوده به بندر مروارید معروف بوده است. همچنین بندرلنگه زمانی به‌عنوان «یکی از بندرهای عمده ایران»، «عروس بندرهای ایران»، «پررونق‌ترین شهر ساحلی ایران» هم شناخته شده است.
بندرلنگه به دلیل موقعیت مخصوص جغرافیایی، از گذشته‌های دور به‌عنوان یک ایستگاه ترانزیتی بار و مسافر فعالیت می‌کرده و در کتاب‌های متعدد که توسط منابع انگلیسی، هلندی و عربی دربارهٔ بندرهای خلیج فارس چاپ شده به فعالیت‌ها و موقعیت بندرلنگه اشاره شده است.
شهر بندرلنگه را باید شهر مساجد و برکه‌ها نامید، زیرا در این شهر برکه‌ها (آب‌انبار) و مساجد ارزشمندی وجود دارد که بیشتر آن‌ها در فهرست آثار ملی کشور به ثبت رسیده‌اند."

## ریشه نام
واژه لنگه، در فرهنگ فارسی به معنای تا، فرد، تک، یکتا، بی‌همتا و نادر آمده، برخی بر این باورند، که شهر لنگه به دلیل آبادانی، بزرگی و جمعیت زیادی که داشته به لنگه یا لنگه دنیا معروف بوده و خواسته‌اند بگویند بندر لنگه، لنگه و همانند دنیاست.

### نام‌های پیشین
این بندر در زمان هخامنشیان از بندرهای مهم بازرگانی خلیج فارس بود و از آن به نام گوگانا یاد شده است.

## پیشینه
سابقه استفاده از مزیت‌های تجاری لنگه به عنوان بندر به دوره هخامنشیان برمی‌گردد، روزگاری که بندر گوگانا (نام قدیمی لنگه) به عنوان یکی از بندرهای اصلی بازرگانی خلیج فارس در ایران باستان شناخته می‌شد.
این بندر در زمان کریم خان زند با ارتباطات دریایی و رونق بازرگانی آباد شد.
بندرلنگه از سال ۱۲۱۳ خورشیدی (۱۸۳۴میلادی) تا حدود شش دهه بعد (سال ۱۲۷۷ خورشیدی/ ۱۸۹۷میلادی) بندر اصلی منطقهٔ حکومت لارستان و محل آمد و شد کالاهای وارداتی و صادراتی خلیج فارس بود که پس از آن پویایی اجتماعی و تجاری‌اش افول کرد.
تناقضات سیاسی، اقتصادی و ایدئولوژیکی تشکل اجتماعی بندرلنگه از سال ۱۲۷۸ خورشیدی (۱۸۹۹میلادی) موجب انحطاط اجتماعی آن شد.
تعرفه‌های جدید گمرکی، لجام‌گسیختگی مأموران دولتی، بومی و غیربومی دفاتر گمرکی، ناامنی سیاسی و اجتماعی پس‌کرانه‌های لنگه پس از انقلاب مشروطیت، قانون انحصار بازرگانی، قانون خدمت نظام اجباری و فرمان کشف حجاب اجباری باعث شد راه‌های فرار از این تناقضات همچون مهاجرت انسانی و مهاجرت سرمایه، قاچاق و رشوه فراگیر شود و انحطاط اجتماعی بندرلنگه را در پی داشته باشد.
افتتاح دفاتر کنسولی و نظارتی و کمپانی‌های متعدد کشورهایی همچون انگلیس، فرانسه، بلژیک و آلمان بین سال‌های ۱۸۶۴ تا ۱۸۹۶میلادی گویای رونق و اهمیت بندرلنگه در آن زمان بوده است. همچنین یکی از اولین مدارس و نیز دومین فرودگاه کشور بوده و شهرداری آن که قدمتی بیش از یک قرن دارد؛ گواهی بر اهمیت بندرلنگه در دوره‌های مختلف تاریخی بوده است.

### بندر مروارید
بندر لنگه تا سال ۱۹۲۱ مرکز صنعت مروارید بود. صنعت مروارید خلیج فارس از صنعت نفت مهم‌تر بوده، ۱۲۰ هزار نفر در این صنعت کار می‌کرده‌اند. به استناد شواهد تاریخی، در دورهٔ صفویه اجتماعی بندرلنگه کوچک بوده است. «آبه کاره» جهانگرد فرانسوی که در اواخر دورهٔ صفویه از بندرهای کنگ و لنگه عبور کرده، بندرلنگه را روستایی کوچک دانسته است.
در دورهٔ حکومت محمد شاه قاجار بین سال‌های ۱۲۱۳ تا ۱۲۲۶ خورشیدی (۱۸۳۴ تا ۱۸۴۷میلادی) محمدابراهیم کازرونی (شاعر، عارف، پزشک) متخلص به «نادری» بندرلنگه را «در نهایت آبادانی» توصیف کرده است. نادری که خودش در بندرلنگه تفرج کرده و به چشم همه چیز را دیده، دربارهٔ این شهر می‌نویسد:
"بندرلنگه بندری است در نهایت آبادانی، از همهٔ بنادر واقعه در کنار عمان آبادتر و معمورتر است و در آن بندر معادل پنج هزار خانوار از اعیان و تجار با مکنت و صاحب سفاین و به معاملات عمان و یمن و هندوستان همواره در کارند و در آن بندر عمارات عالی از سنگ و بادگیرها و سامان آراسته است و بندرلنگه به قدر سه فرسنگ عرض در کنار آبادی و بیوتات عالی بنا مطیق و تمام آن سامان نخلستان و سایر اشجار از قبیل سپستان و انجیر و انگور بسیار است.
آن بندر را من حیث آبادی و معموری می‌توان عروس بنادر سواحل برّ فارس شمرد، مداخل اهل بندر از آمد و شد جهازات در سال، مبلغی گزاف است و در آن بندر معادل سیصد و شصت آب انبار مملو از آب باران است و هر روز یکی از آن‌ها به واسطهٔ کثرت خلایق خالی می‌شود و به علاوه دولاب‌های متعددی که در بساتین دایر است و انواع سبزی کاری‌ها و خیارکاری‌ها می‌شود. به حیث وفور جواری و عبید در آن بندر است که در هر خانه ده دوازده نفر غلام و کنیز هستند چنان وفوری دارد که جمیع خلایق آن جا به زبان سودانی متکلم‌اند و در اول سنبله [شهریور ماه] محتاج به آب چاه می‌شوند و آب چاه آن جا با کمال حلاوت است، مگر این که در سال‌هایی که نزول رحمت الهی کم می‌شود، آب آن سامان اندکی به شوری و تلخی می‌گراید و از بندرلنگه تا بندر کنگ که حال نسبت به ایام قدیمش خراب و ویران است یک فرسنگ راه مسافت است."
یکی از مأموران کمپانی هند شرقی انگلستان در سال ۱۲۴۹ خورشیدی (۱۸۷۰ میلادی) در گزارشی بندرلنگه را این‌چنین توصیف کرده است:
"بندرلنگه یکی از پررونق‌ترین شهرهای ساحلی ایران است و بسیار خوب بنا شده و به صورت یک خط در حاشیهٔ ساحل قرار گرفته است و حدود ده هزار نفر جمعیت دارد. از دریا منظرهٔ بسیار عالی دارد و در پشت آن یک سلسله درختان خرما به چشم می‌خورد در حالی که خانه‌های آن جا در نور می‌درخشد و هنگام طلوع خورشید منظرهٔ بسیار خوبی دارد.
شهر به وسیلهٔ یک دیوار و برج‌های اطرافش محافظت می‌شود. بیرون از حصار شهر تعداد زیادی آب انبار دیده می‌شود که برخی از آن‌ها تازه ساخت و بسیار بزرگ‌اند.
یک موج‌شکن در جلوی بندر ساخته شده که فضایی حدود صد یارد را تحت پوشش قرار داده است. تعدادی کشتی در این بندر است که با سواحل هندوستان و دیگر نواحی دررفت‌وآمد هستند و حدود پنجاه فروند قایق نیز برای صید مروارید در این بندر است، این نوع کشتی و دیگر انواع کشتی‌ها در این بندر ساخته می‌شوند. این‌جا به احتمال بهترین مکان برای ساخت انواع آهن‌آلات است." (Constable and Stiefe:1989)
همچنین به نوشتهٔ احمد فرامرزی، نویسندهٔ و سیاستمدار اهل جنوب (شهریور ۱۳۲۸ در نشریه خاور) بندرلنگه در سال ۱۲۷۶ خورشیدی (۱۸۹۷ میلادی) مرکز معاملات مروارید در خلیج فارس بوده است. در نوشتهٔ فرامرزی آمده:
"در زمان مذکور، در این بندر حدود ۲۵ هزار نفر ساکن بودند. این بندر چند صد کشتی باربری اقیانوس‌پیما و غواصی داشت و تجار ثروتمندی در آن به تجارت مروارید مشغول بودند. این تجار چندین میلیون روپیه ثروت داشتند که بخش عظیمی از ثروت خود را از تجارت مروارید به دست آورده بودند.

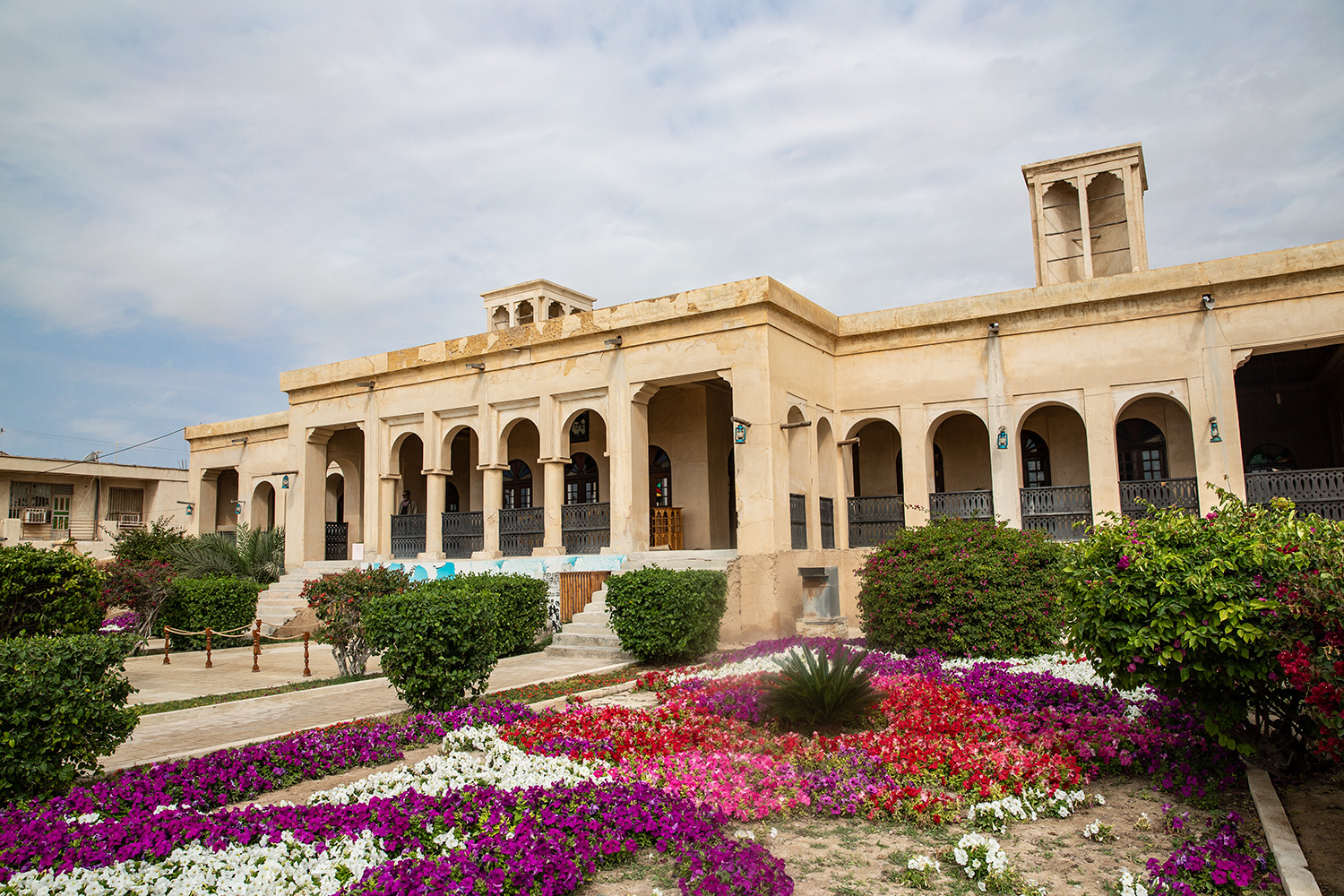
بنای تاریخی فکری

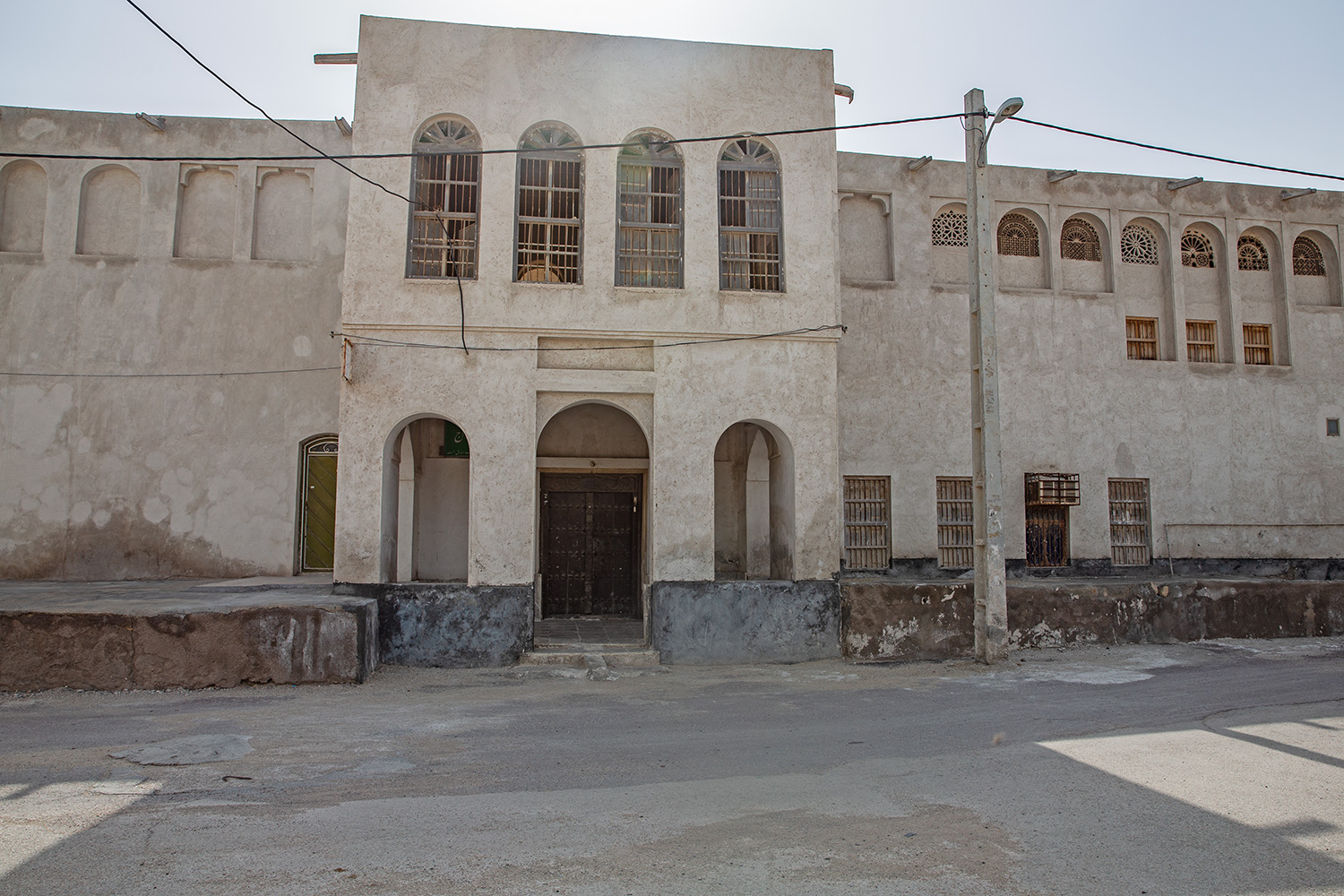
خانه‌ای تاریخی در شهر بندرلنگه

حاجی عبدالله خواجه شش میلیون روپیه پول نقد داشت و عباس بستکی و برادرانش که متجاوز از سیزده میلیون روپیه ثروت داشتند در بندرلنگه به کار خرید و فروش مروارید مشغول بودند و بعدها خیلی بیشتر از این اندوختند. ابراهیم بن یوسف یکی از تاجران ثروتمند این بندر بود که همهٔ مروارید خلیج فارس را می‌خرید و به خارج صادر می‌کرد."

## وضعیت طبیعی

### موقعیت جغرافیایی
شهر بندرلنگه در مختصات جغرافیایی ۲۶ درجه و ۳۳ دقیقه عرض شمالی و ۵۴ درجه و ۵۴ دقیقه طول شرقی از نصف النهار مبدأ واقع شده است.

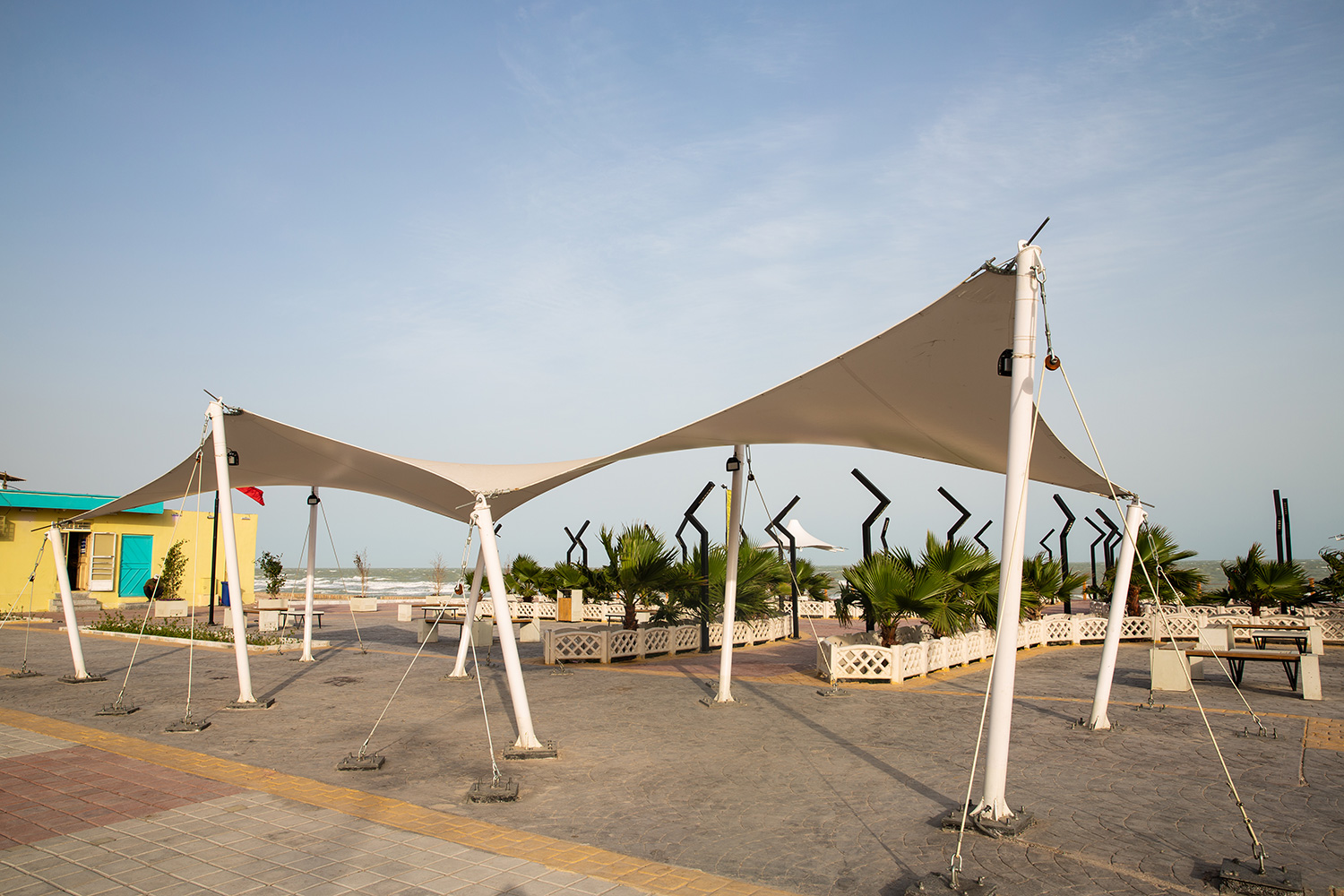
ساحل تفریحی بندرلنگه

مساحت شهر بندرلنگه ۱۴۵۶هکتار و ارتفاع آن ۱۰ متر بالاتر از سطح دریا است. محدودهٔ این شهر از شرق به شهر بندرکنگ، از غرب به روستای شناس و مغویه، از جنوب به خلیج فارس و از سمت شمال به صحرای مهرکان است.
فاصله بندرلنگه تا شهر بستک ۱۴۷ کیلومتر، تا بندرعباس ۱۸۶ کیلومتر، تا پارسیان ۲۲۲ کیلومتر، تا لارستان ۳۰۰ کیلومتر و تا بوشهر ۵۵۵ کیلومتر است.

### آب و هوا
هوای شهر بندرلنگه مانند سایر شهرهای ساحلی مرطوب و در تابستان گرم است، بارندگی در آن متفیر و گاه همراه با باران‌های سیل آساست.

## معماری
با وجود آثار تاریخی متعدد، بندرلنگه را باید شهر مساجد و بُرکه‌ها (آب‌انبار) نامید، چراکه در این شهر بُرکه‌ها و مساجد تاریخی ارزشمندی وجود دارد که اغلب آن‌ها در فهرست آثار ملی کشور به ثبت رسیده است. همچنین وجود خانه‌های بزرگ و تاریخی همچون خانه فکری با بادگیرهای بلند و زیبایش یکی از الگوهای اصلی معماری جنوب محسوب می‌شود.
در پنج سال گذشته از تخریب ۱۵۰ خانه تاریخی با قدمت بیش از یکصد سال در شهر بندرلنگه جلوگیری شده است. در گذشته بندرلنگه دارای ۴۵ هکتار بافت تاریخی بوده که با نتایج پژوهش‌های تازه این محدوده به حدود ۱۱۰ هکتار بافت تاریخی رسید.
حناچی معاون وقت شهرسازی و معماری وزارت راه و شهرسازی بهمن ۱۳۹۳ در در همایش معماری و شهرسازی پایدار در استان هرمزگان گفت "نخستین ابلاغ شهر مدرن به یکی از شهرهای استان هرمزگان تعلق گرفت و ابلاغ چنین عنوانی به شهر بندرلنگه حاوی پیامی مبنی بر ظرفیت بالای این منطقه است."

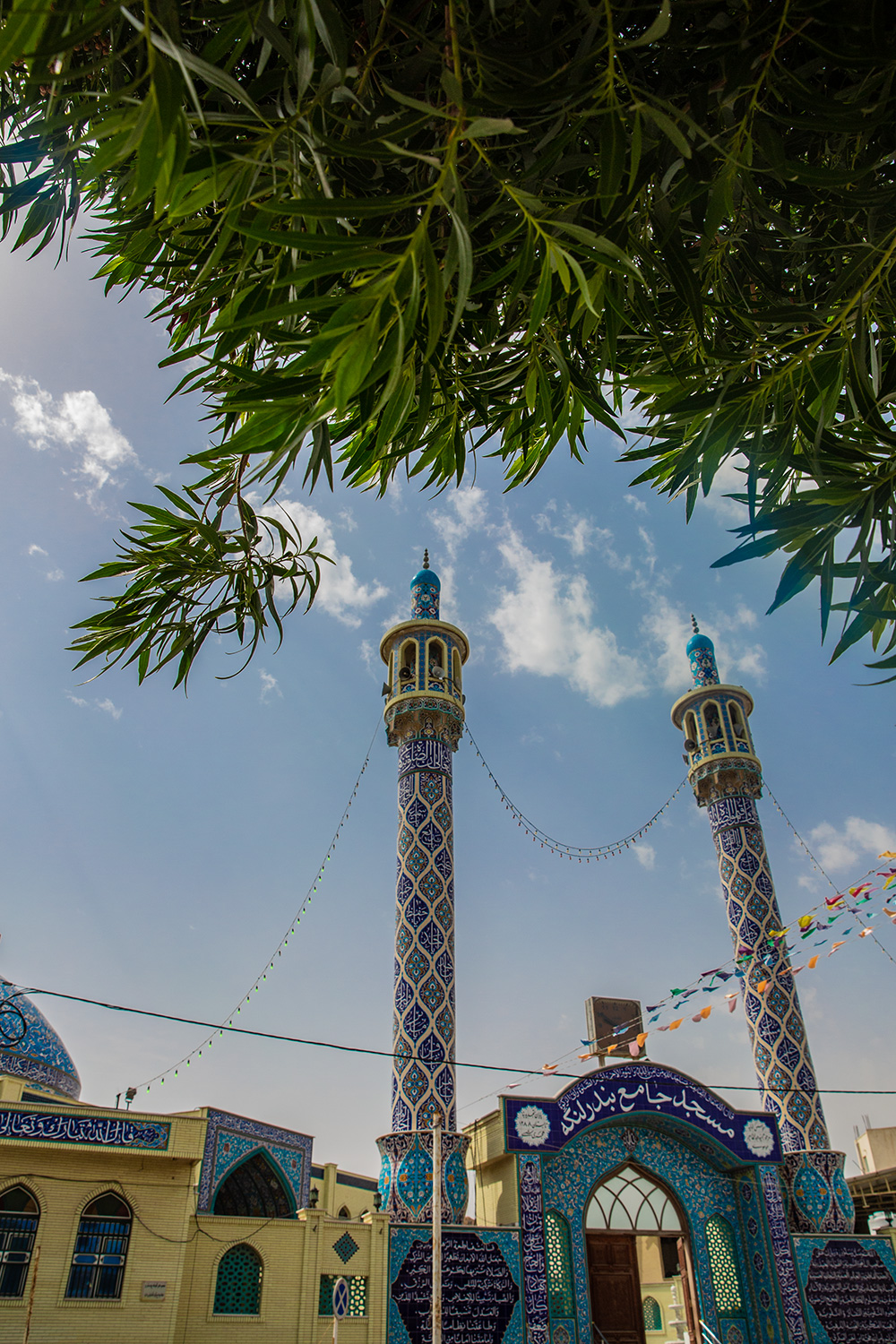
مسجد جامع اهل تشیع بندرلنگه

وی با اشاره به معماری مناطق هرمزگان تأکید کرد: "ما به میراث فرهنگی خود که مبتنی بر معماری غنی بر اساس شرایط اقلیمی بوده بی‌توجه هستیم در صورتی که این معماری و نماد بادگیر متعلق به بندرلنگه، بندرعباس، جزیره قشم و بستک بوده است."

## مردم‌شناسی و فرهنگ

### جمعیت
بر اساس نتایج سرشماری عمومی نفوس و مسکن سال ۱۳۹۵، جمعیت شهر بندرلنگه در این سال ۳۰۴۳۵ نفر است. جمعیت این شهر در سال ۱۳۸۵، برابر با ۲۶۱۷۵ نفر بوده است.
بندرلنگه به همان نسبت که شهری مهاجرپذیر هست، شهری هست که از آن به شهرهای دیگر و به کشورهای حاشیه خلیج فارس مهاجرت صورت گرفته است.
اقوام عرب با ریشهٔ بحرینی که معروف به بحرینی‌ها هستند نیز در این شهر زندگی می‌کنند.

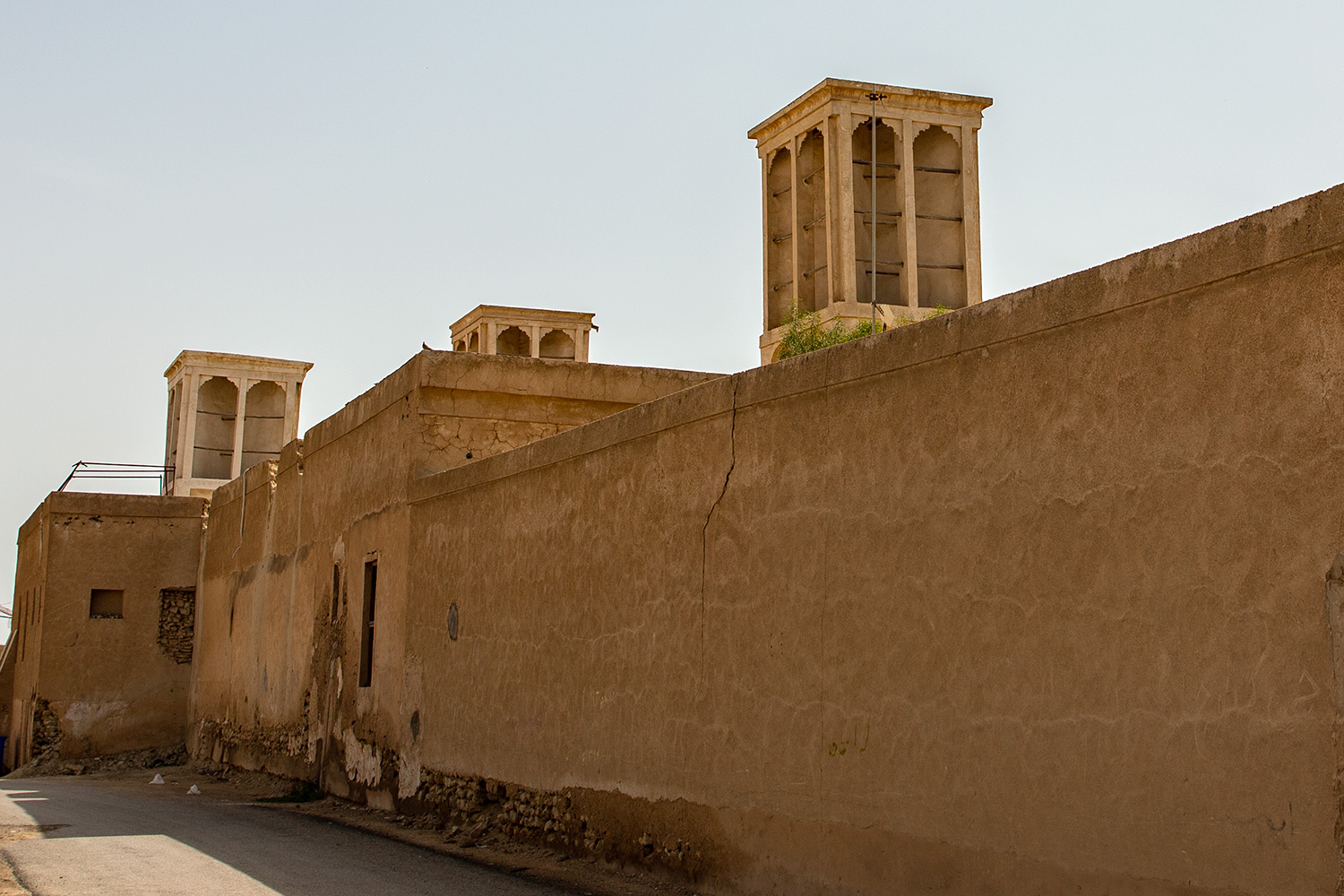
بادگیرها در بندرلنگه

### زبان
زبان اصلی مردم بندرلنگه فارسی است که با لهجهٔ لنگه‌ای (زبان اچمی) استفاده می‌شود.

### دین و مذهب
شهر بندرلنگه دارای یک مدرسه علوم دینی اهل سنت به نام سلطان العلماء است. در این شهر نماز جمعه پیروان تشیع و تسنن همراه با هم برگزار می‌شود.

### صنایع دستی
با توجه به پیشینهٔ تاریخی بندرلنگه، صنایع دستی هم در این شهر قدمت دارد و گفته می‌شود اولین مرکز صنایع دستی در سال ۱۳۰۲ در بندرلنگه ساخته شده و در حدود یک قرن سابقه دارد.
گلابتون‌دوزی، خوس‌دوزی، زری‌دوزی و سوزن‌دوزی و ساخت برقع از جمله مهم‌ترین صنایع دستی بندرلنگه است که هنر دست زنان این مرز و بوم است.
ظرفیت‌های صنایع‌دستی بندرلنگه موجب شده تا اداره‌کل میراث فرهنگی، صنایع دستی و گردشگری استان هرمزگان به‌دنبال ثبت "بندرلنگه شهر ملی صنایع دستی (گلابتون‌دوزی)" باشد. اتفاقی که اگر رخ دهد باعث دیده شدن صنایع دستی بندرلنگه در بازار داخلی و جهانی شده و انگیزه‌ای برای فعالیت بیشتر صنعتگران بومی بندرلنگه ایجاد خواهد شد.

### غذا

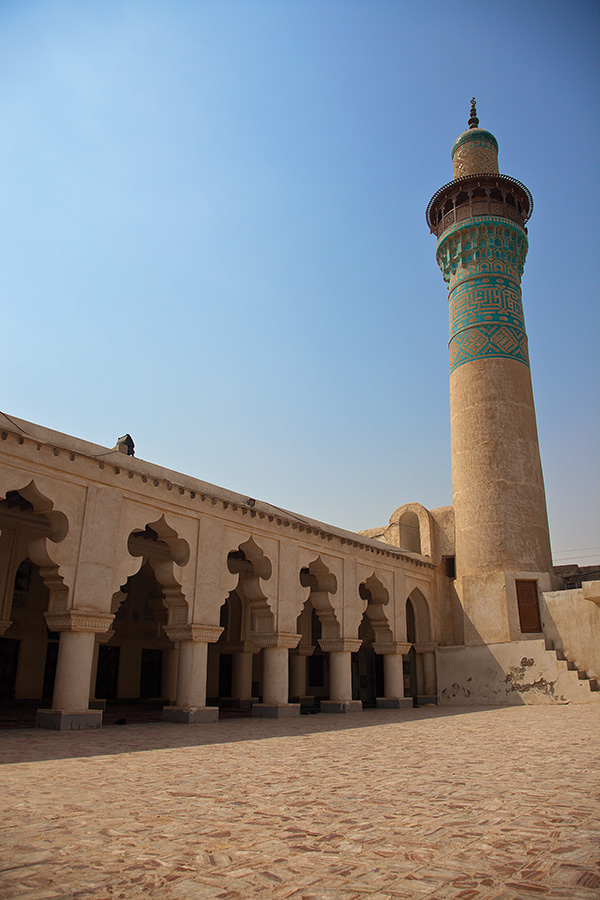
مسجد تاریخی ملک بن عباس

گوبولی، قلیه ماهی، ماهی سرخ کرده، شوربا، چنگال، خم فروش، جلاب، نان تومشی، نان فلزی، تنوری، تنکی، فتیر، شلشلی، گپکی و نان رگاگ از جمله غذاها و خوراکی‌های محلی بندرلنگه محسوب می‌شوند.

## ترابری
از نظر ترابری دریایی، بندرلنگه بهترین پایانه لجستیکی برای جزایر ابوموسی، تنب بزرگ و کوچک و جزیره فارسی بوده و دارای حداقل فاصله با شیخ‌نشین‌های امارات متحده عربی از جمله دبی و ابوظبی و شارجه است. ضمن آنکه این بندر دارای پیشینه دیرینه ترابری مسافر و کالا به کشورهای قطر، بحرین و کویت نیز می‌باشد.
در ارتباط با ترابری زمینی، کامیون‌های حامل کالا که بین استان‌های فارس و اصفهان و همچنین در امتداد راه ساحلی جنوب کشور تردد می‌نمایند از بندرلنگه عبور می‌نمایند. در ترابری هوائی در حد فاصل سال‌های ۱۳۳۰ تا ۱۳۴۶ فرودگاه بندرلنگه یک ایستگاه سازمانی فرود هواپیمائی ۳ ـ DC و CESNA پستی بوده است که در امتداد نوار ساحلی و همچنین حد فاصل شیراز ـ بندرعباس پرواز داشته و اکنون دارای مجوز برای پروازهای بین‌المللی است.

## جاذبه‌های گردشگری

### اماکن تاریخی
- خانه فکری: این بنا که با بادگیری‌های بلند و زیبایش یکی از الگوهای اصلی معماری جنوب محسوب می‌شود، بیش از یک صدسال قبل توسط یکی از تجار مشهور بندرلنگه به نام حاج عبدالواحد فکری ساخته شده است.
- بنگله بستکی
- خانه واحدی
- آب انبارحاجی ابراهیم
- آب انبارحاجی محمد
- محله بحرینی

### مساجد تاریخی
- مسجد ملک بن عباس: این مسجد به دستور حاج محمدبن عباس از تجار معروف بندرلنگه برای سیدمحمد عالم ساخته شد و برای ساختن مسجد و منارهٔ آن استادی به نام حاج محمد را از نجف آوردند.
- مسجد افغان: این مسجد در محله افغان بندرلنگه قرار دارد و یک شبستان زمستانی و یک شبستان تابستانی دارد که ستون‌های آن با گچبری قالبی زیبا و برجسته شده است. تاریخ ساخت این بنا سال ۱۲۷۰ هجری قمری است.

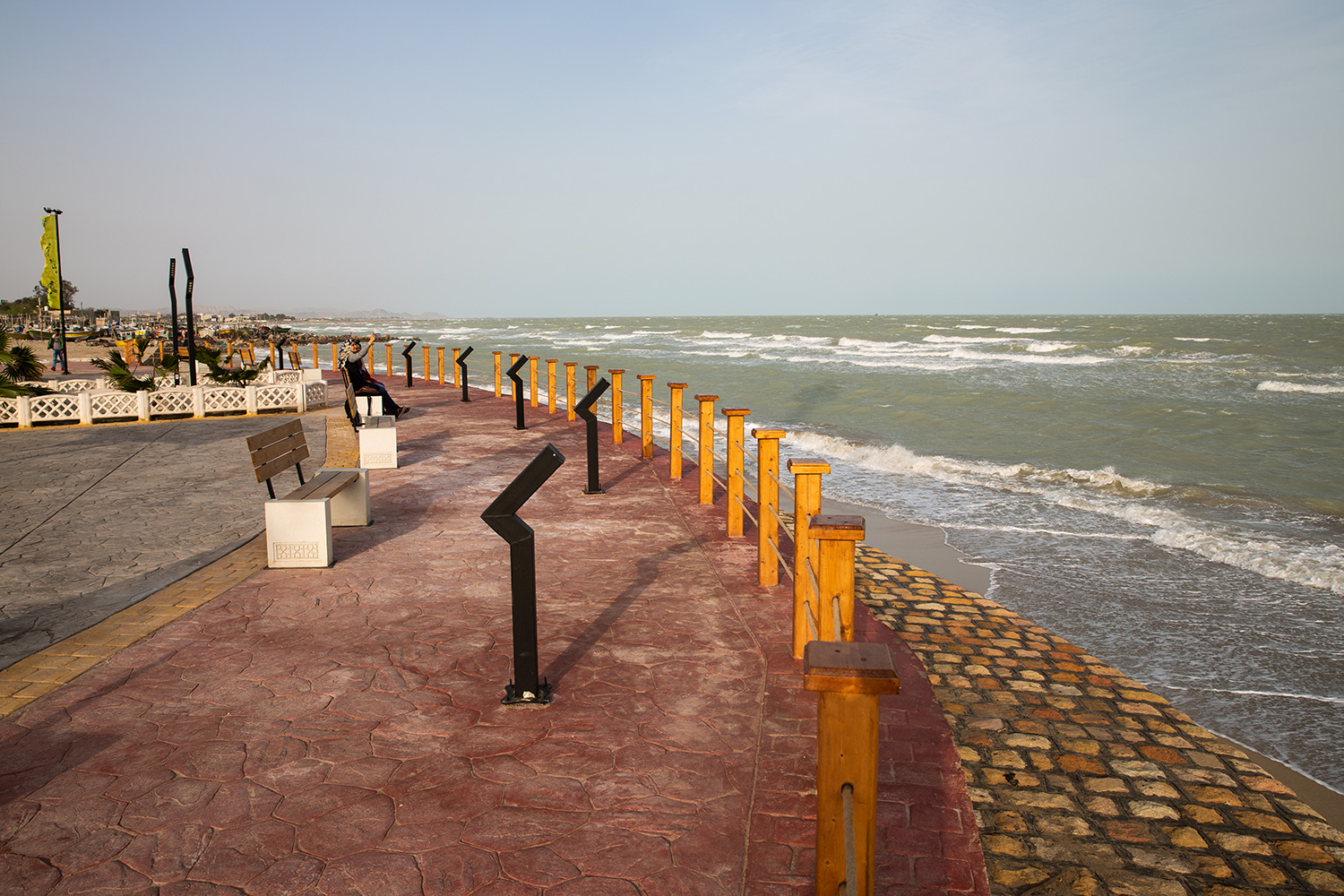
ساحل تفریحی بندرلنگه

- ساحل تفریحی بندرلنگهمسجد خداداد: این مسجد در محله مسّاح در مرکز شهر بندرلنگه قرار دارد و به عنوان اولین مسجد تشیع در این بندر، هنوز صورت تاریخی خود را حفظ کرده، محراب آن تزیینات گچبری بسیار زیبایی دارد.
- مسجد سلطان‌العلماء که از آثار دوران زندیه در قرن سیزدهم هجری قمری است توسط علامه شیخ‌الاسلام عبدالرحمن خالدی مشهور به سلطان‌العلماء بنیان‌گذاری شده است.[۱۷]

مسجد غیاث (۱۲۹۰ ق)
- مسجد آقا سیدعبدالقاهر

## مشاهیر بندرلنگه
علماء و ادباء و فقهاء و دانشمندان و رجال بندرلنگه و هرمزگان و بندرهای جنوب فارس و شیبکوه و مناطق جنوب که در دوران گذشته در حیات بودند و بعداً روی در نقاب خاک کشیده‌اند و اشتهار یافته‌اند، و همچنین آن‌هایی که در حیات هستند که برای شرح احوال هریک از آن‌ها خود کتابچه‌ای لازم است، برای مزید اطلاع خوانندگان عزیز فقط اختصاراً به ذکر اسامی و بخشی از بیوگرافی آن‌ها می‌پردازیم:
ابراهیم ادیبی، عبدالرحمن ادیبی، حجت‌الاسلام آقا سیدمحمد عالم، شیخ‌الاسلام عبدالرحمن خالدی، حجت‌الاسلام سیدشبر موسوی، شیخ‌الاسلام سیدجعفر موسوی، شیخ‌الاسلام احمد السرحان، شیخ‌الاسلام شیخ رضوان، حجت‌الاسلام سیدعلی عرب، سالم بن ابراهیم الخاجه، حسین بن علی الوحیدی، شیخ‌الاسلام محمدعلی خالدی، شیخ حسن رضوان، ابراهیم محمود درویش جابری (معروف به حاج ابراهیم جابری)، حاج شعبان صداقت، علی محمود درویش جابری (معرف به حاج علی جابری)، شیح صالح ادیب، شیخ قاسم قصاب، ملا عبدالکریم واحدی، عبداله واحدی، عباس انجم‌روز، محمد احمد هودی، حاج محمدبهزاد اسیری، مهرداد پورموسی، محمد یوحا، رئیس ابراهیم محمودیان، ملامحمد کوخردی، محمدشریف ملااحمدی، فاطمه قدم، حاجی آمنه حسن عمانی، رئیس حسن سعدی، رئیس احمد سعدی، رئیس عبدالکریم سعدی (که از جمله اولین پزشکان فضانورد بندر لنگه بود و در بسیاری از ابعاد اجتماعی فعالیت داشت) رئیس محمد رسول سعدی، رئیس اسماعیل سعدی، حاجی محمدرضی بلوکی، حسین گله‌داری، عبدالواحد فکری، شیخ سلطان المرزوقی، بدر محمد امین، محمد عبدالرحمن علینا، ملا یوسف بلوکی، سیدفضل سیدجلال‌الدین، سالم محمد نجار (معروف به حاج سالم قریشی)، محمد صالح آسودی، سید سالم بحرینی